# Torneo di Budapest 1952
Il torneo di Budapest 1952 è stato un torneo internazionale di scacchi che si è disputato a Budapest per commemorare il grande campione ungherese Géza Maróczy, morto l'anno precedente. Venne organizzato dal circolo di scacchi di Budapest con la collaborazione di Vjačeslav Ragozin e Árpád Vajda. Il torneo si svolse dal 3 marzo (esattamente un anno dopo la morte di Maroczy) al 2 aprile 1952.
Vi parteciparono 18 giocatori di otto diversi paesi e fu vinto da Paul Keres con 12,5 punti su 17 partite. Il torneo confermò la supremazia dei sovietici, che ottennero cinque dei primi sette posti della classifica finale. Il campione del mondo Michail Botvinnik si classificò 3°-5° con 11 punti, alla pari con Vasilij Smyslov e Gideon Ståhlberg.

## Tabella del torneo
| #  | Giocatore                | 1 | 2 | 3 | 4 | 5 | 6 | 7 | 8 | 9 | 10 | 11 | 12 | 13 | 14 | 15 | 16 | 17 | 18 | Totale |
| -- | ------------------------ | - | - | - | - | - | - | - | - | - | -- | -- | -- | -- | -- | -- | -- | -- | -- | ------ |
| 1  | Paul Keres (URS)         | x | 1 | ½ | 1 | ½ | 0 | 0 | 1 | 1 | ½  | 1  | 1  | ½  | ½  | ½  | 1  | 1  | 1  | 12½    |
| 2  | Efim Geller (URS)        | 0 | x | 1 | ½ | ½ | 1 | ½ | 1 | ½ | ½  | 1  | ½  | ½  | ½  | 1  | 1  | 1  | 1  | 12     |
| 3  | Michail Botvinnik (URS)  | ½ | 0 | x | ½ | ½ | ½ | ½ | 1 | 1 | ½  | ½  | 0  | 1  | 1  | 1  | 1  | 1  | ½  | 11     |
| 4  | Vasilij Smyslov (URS)    | 0 | ½ | ½ | x | ½ | ½ | ½ | 0 | 1 | 1  | 1  | ½  | 1  | 0  | 1  | 1  | 1  | 1  | 11     |
| 5  | Gideon Ståhlberg (SWE)   | ½ | ½ | ½ | ½ | x | 0 | 1 | ½ | ½ | 0  | ½  | 1  | 1  | 1  | ½  | 1  | 1  | 1  | 11     |
| 6  | László Szabó (HUN)       | 1 | 0 | ½ | ½ | 1 | x | 1 | ½ | ½ | 1  | 1  | 1  | 1  | 0  | ½  | 0  | 0  | 1  | 10½    |
| 7  | Tigran Petrosian (URS)   | 1 | ½ | ½ | ½ | 0 | 0 | x | 0 | ½ | 0  | 1  | ½  | 1  | ½  | ½  | 1  | 1  | 1  | 9½     |
| 8  | Herman Pilnik (ARG)      | 0 | 0 | 0 | 1 | ½ | ½ | 1 | x | ½ | ½  | 0  | 1  | ½  | ½  | ½  | 1  | 1  | 1  | 9½     |
| 9  | Alberic O'Kelly (BEL)    | 0 | ½ | 0 | 0 | ½ | ½ | ½ | ½ | x | 1  | ½  | ½  | 1  | ½  | ½  | 1  | 1  | ½  | 9      |
| 10 | Pál Benkő (HUN)          | ½ | ½ | ½ | 0 | 1 | 0 | 1 | ½ | 0 | x  | 0  | 1  | 1  | 1  | ½  | 0  | 0  | 1  | 8½     |
| 11 | Gedeon Barcza (HUN)      | 0 | 0 | ½ | 0 | ½ | 0 | 0 | 1 | ½ | 1  | x  | ½  | ½  | 1  | 1  | 0  | ½  | 1  | 8      |
| 12 | József Szily (HUN)       | 0 | ½ | 1 | ½ | 0 | 0 | ½ | 0 | ½ | 0  | ½  | x  | ½  | 1  | 1  | 0  | 1  | 1  | 8      |
| 13 | Harry Golombek (ENG)     | ½ | ½ | 0 | 0 | 0 | 0 | 0 | ½ | ½ | 0  | ½  | ½  | x  | ½  | 1  | 1  | 1  | 1  | 7      |
| 14 | Čeněk Kottnauer (CSK)    | ½ | ½ | 0 | 1 | 0 | 1 | ½ | ½ | ½ | 0  | 0  | 0  | ½  | x  | 0  | 1  | 1  | 0  | 7      |
| 15 | Ernő Gereben (HUN)       | 0 | 0 | 0 | 0 | ½ | ½ | ½ | ½ | ½ | ½  | 0  | 0  | 0  | 1  | x  | 1  | 0  | 1  | 6      |
| 16 | Octavio Troianescu (ROU) | 0 | 0 | 0 | 0 | 0 | 1 | 0 | 0 | 0 | 1  | 1  | 1  | 0  | 0  | 0  | x  | ½  | 1  | 5½     |
| 17 | Bogdan Śliwa (POL)       | 0 | 0 | 0 | 0 | 0 | 1 | 0 | 0 | 0 | 1  | ½  | 0  | 0  | 0  | 1  | ½  | x  | 1  | 5      |
| 18 | Hans Platz (DDR)         | 0 | 0 | ½ | 0 | 0 | 0 | 0 | 0 | ½ | 0  | 0  | 0  | 0  | 1  | 0  | 0  | 0  | x  | 2      |

## Partite notevoli
- Keres - Geller (1-0) – Spagnola, attacco Worrall
- Keres - Smyslov (1-0) – Gambetto di donna accettato
- Petrosian - Keres (1-0) – Nimzoindiana var. Gligoric
- Botvinnik - Geller (0-1) – Est indiana var. di fianchetto
- Benkő - Petrosian (1-0) – Apertura Zukertort
- Szabó - Keres (1-0) – Ovest indiana
- Geller - Szabó (1-0) – Olandese var. Stonewall
- Smyslov - Kottnauer (0-1) – Siciliana chiusa